# Şaziye Okur
Şaziye Okur (Ankara, 23 de febrer de 1992) és una aixecadora turca amb un rècord mundial juvenil.